# Высшая лига Казахстана по баскетболу среди женщин
Высшая лига — вторая по значимости лига в структуре казахстанского женского баскетбола.

## Регламент
- 1 этап. Регулярный Чемпионат.

Команды играют 4 круга в 4 тура. На каждом туре команды играют вкруг по одной игре между собой.
- 2 этап. Финал.

По окончании Регулярного Чемпионата команды занявшие места с первого по четвертое согласно набранным очкам по итогам четырех туров, образуют полуфинальные пары. первая пара 1-4 и вторая пара 2-3. Команды играют серию из двух игр. Команды, показавшие лучшие результаты в сериях, выходят в финал за первое место. В случае если после двух игр в полуфинальной паре команды имеют одинаковую разницу забитых и пропущенных мячей, то по окончании основного времени во второй игре, команды играют овертайм. Победитель первого и единственного овертайма является победителем серии.
Игры финала за первое и третье места проводятся по той же системе.
- Команда, занявшая первое место в турнире Высшая лига, получает звание «Победитель XXV-го Чемпионата Республики Казахстан среди женских команд «Высшая лига».  Также команда принимает участие в играх Финала Национальной лиги.

## Участники
В сезоне 2017/2018 гг. участвуют следующие команды:
- Иртыш-2
- Казыгурт-МарС (Шымкент)
- Каспий (Актау)
- Тигры Астаны-2 (Астана)
- Тигры Астаны-юн (Астана)

## Чемпионы
| Сезон   | Чемпион                     | 2-е место  | 3-е место      |
| 2015/16 | Сборная Акмолинской области | Астана     | Актау          |
| 2016/17 | Астана                      | Актау 7292 | Тигры Астаны-2 |
| 2017/18 | Тигры Астаны-2              | Каспий     | Казыгурт-МарС  |
| 2018/19 | не проводилась              |            |                |
| 2019/20 | не проводилась              |            |                |

## Чемпионы по клубам
| № | Команда                     | Годы чемпионства |
| - | --------------------------- | ---------------- |
| 1 | Тигры Астаны-2              | 1 (2017/18)      |
| 1 | Астана                      | 1 (2016/17)      |
| 1 | Сборная Акмолинской области | 1 (2015/16)      |